# حسین‌آباد (هیرمند)
حسین‌آباد یک روستا در ایران است که در استان سیستان و بلوچستان واقع شده‌است. حسین‌آباد ۵۸ نفر جمعیت دارد.